# Jeremy Strong
Jeremy Strong (Boston, 25 december 1978) is een Amerikaans acteur. Hij verwierf wereldwijde bekendheid door zijn rol als Kendall Roy in de HBO-serie Succession.

## Biografie
Jeremy Strong werd in 1978 geboren in Boston (Massachusetts). Hij studeerde aan Yale University, de Royal Academy of Dramatic Art in Londen en de Steppenwolf Theatre Company in Chicago.

## Carrière
In 2008 debuteerde Strong op Broadway met een opvoering van het toneelstuk A Man for All Seasons. Datzelfde jaar maakte hij met het komisch drama Humboldt County ook zijn filmdebuut. In de jaren 2010 brak hij door met verschillende bijrollen in bekende films als Lincoln (2012), Zero Dark Thirty (2012), Selma (2014) en The Big Short (2015). Van 2011 tot 2013 had hij ook een kleine rol in de dramaserie The Good Wife. Sinds 2018 vertolkt Strong een hoofdrol in de HBO-serie Succession.

## Filmografie

### Film
- Humboldt County (2008)
- The Happening (2008)
- The Messenger (2009)
- Kill Daddy Good Night (2009)
- Contact High (2009)
- The Romantics (2010)
- Lincoln (2012)
- Robot and Frank (2012)
- See Girl Run (2012)
- Zero Dark Thirty (2012)
- Parkland (2013)
- The Judge (2014)
- Time Out of Mind (2014)
- Selma (2014)
- Black Mass (2015)
- The Big Short (2015)
- Detroit (2017)
- Molly's Game (2017)
- Serenity (2019)
- The Gentlemen (2019)
- The Trial of the Chicago 7 (2020)
- Armageddon Time (2022)
- The Apprentice (2024)

### Televisie
- The Good Wife (2011–2013)
- Mob City (2013)
- Masters of Sex (2016)
- Succession (2018–2023)